# درختچه‌زار

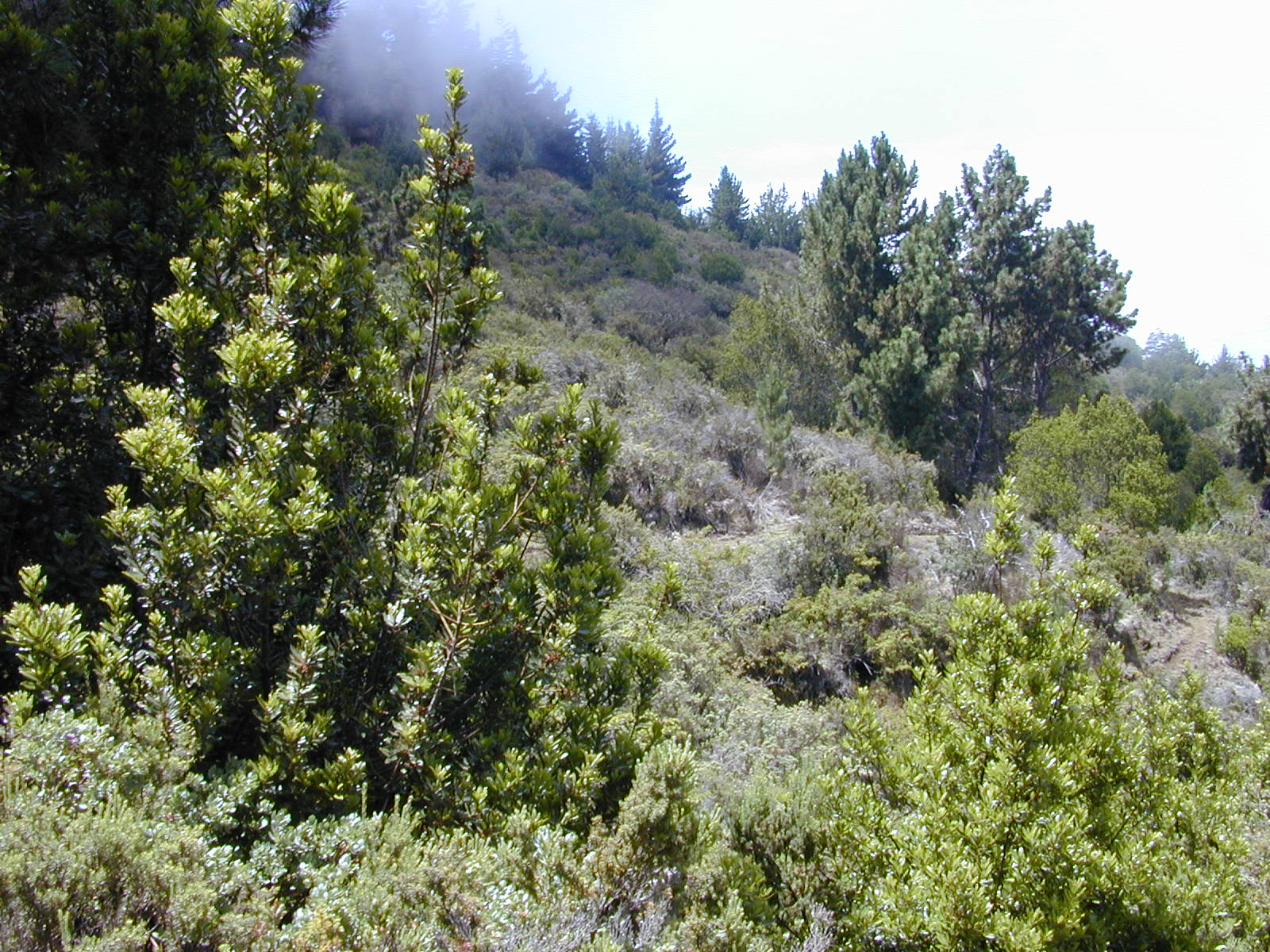
درختچه‌زارهای کم‌ارتفاع در هاوایی

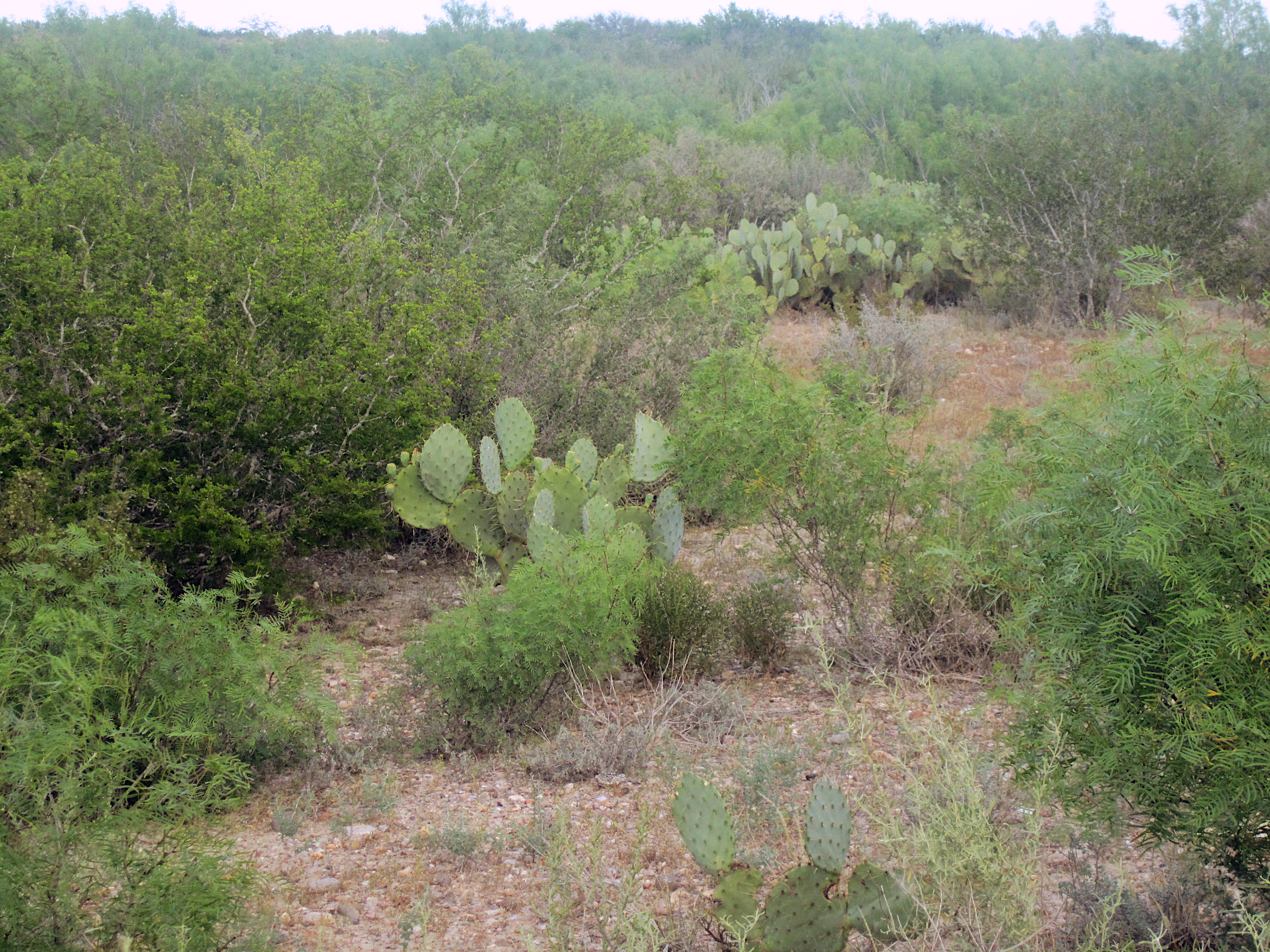
پوشش گیاهی با کاکتوس در شهرستان وب در جنوب تگزاس

درختچه‌زار (به انگلیسی: Shrubland) یا بوته‌زار (به انگلیسی: Scrubland)، یک جامعه گیاهی است که با پوشش گیاهی چیرهٔ درختچه مشخص می‌شود که اغلب شامل علف‌ها، گیاهان و ژئوفیت‌ها نیز می‌شود.
در گیاه‌شناسی و بوم‌شناسی یک درختچه، یک گیاه چوبی چندشاخه کمتر از ۸ متر ارتفاع و معمولاً با چندین تنه تعریف می‌شود. درختچه‌های بلند بیشتر ۲–۸ متر ارتفاع دارند، درختچه‌های کوچک ۱–۲ متر و زیردرختچه‌ها کمتر از یک متر ارتفاع دارند.
یک زیستگاه درختچه‌زار ممکن است به‌طور طبیعی رخ دهد یا در نتیجهٔ فعالیت‌های انسانی باشد. ممکن است نوع پوشش گیاهی بالغ در یک منطقه خاص باشد و در طول زمان پایدار بماند، یا یک جامعه انتقالی که به‌طور موقت در نتیجه یک اختلال، مانند آتش‌سوزی رخ می‌دهد. وضعیت پایدار ممکن است با اختلالات طبیعی منظم مانند آتش‌سوزی یا علف‌چری حفظ شود. بوته‌زار به دلیل خطر آتش‌سوزی ممکن است برای سکونت انسان نامناسب باشد. این اصطلاح در سال ۱۹۰۳ ابداع شد.
گونه‌های درختچه‌زاری معمولاً طیف گسترده‌ای از سازگاری‌ها را با بروز آتش‌سوزی نشان می‌دهند، مانند تولید دانه‌های سنگین، غده‌های چوبی لیگنوتوبر و جوانه‌زنی ناشی از آتش.

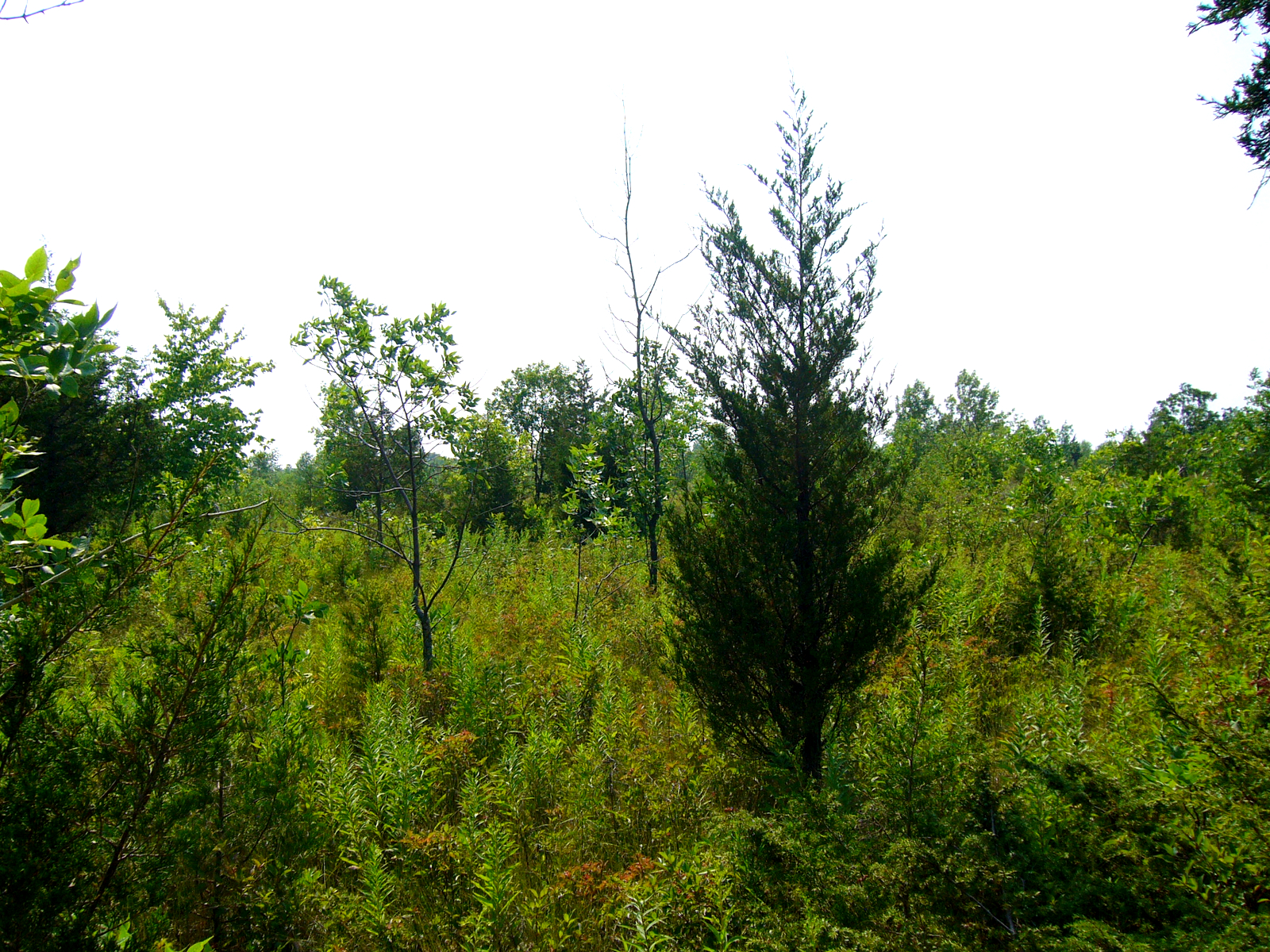
درختچه‌زار در شهرستان پرنس ادوارد، انتاریو

## ساختار پوشش گیاهی
ساختار پوشش گیاهی بر اساس ارتفاع و انبوهی به دو دسته تقسیم می‌شود:
الف- برای درختچه‌هایی با ارتفاع ۲–۸ متر، شکل‌های ساختاری زیر حاصل می‌شود:
- پوشش شاخ و برگ انبوه (۷۰–۱۰۰٪) - درختچه‌های فشرده
- پوشش شاخ و برگ نیمه‌انبوه (۳۰–۷۰٪) - درختچه‌های باز
- پوشش شاخ و برگ تنک (<۱۰٪) - درختچه‌زار باز و بلند

ب- برای درختچه‌های کمتر از ۲ متر، شکل‌های ساختاری زیر حاصل می‌شود:
- پوشش شاخ و برگ انبوه (۷۰–۱۰۰٪) - خلنگزار فشرده
- پوشش شاخ و برگ نیمه‌انبوه (۳۰–۷۰٪) - خلنگزار باز
- پوشش شاخ و برگ تنک (۱۰–۳۰٪) - درختچه‌های کم‌ارتفاع
- پوشش شاخ و برگ بسیار تنک (<۱۰٪) - درختچه‌های باز و کم‌ارتفاع